# Vinia
Vinia Iași este o companie producătoare de vinuri din România.
Compania a fost înființată în anul 1991 și a fost privatizată în 1995.
Compania este deținută de manageri, salariați și foști salariați, precum și de alți proprietari de terenuri viticole.
Societatea are în exploatare proprie și arendă 1.420 hectare de viță de vie în zone precum Cotnari, Uricani, Tomești, Răducăieni, Isaia și Cozmești-Bohotin.
În septembrie 2010, pachetul majoritar de acțiuni de 53,11% al companiei a fost preluat de omul de afaceri Cătălin Chelu.
Cifra de afaceri:
- 2009: 18,7 milioane lei[2]
- 2008: 31 milioane lei[2]
- 2005: 6,2 milioane euro[3]